# Renouveau (Boulanger)
Pour les articles homonymes, voir Renouveau.
Renouveau est un chœur à quatre voix mixtes et piano ou orchestre de Lili Boulanger composé en 1911.

## Composition et création
Renouveau, à l'incipit « Mesdames et Messieurs, c'est moi, moi le printemps », est un chœur à 4 voix mixtes et piano composé du 1er au 9 novembre 1911 sur un poème d'Armand Silvestre (extrait de « Les Anniversaires », sixième partie du recueil Les Aurores lointaines, poème édité sous le titre de « Prologue printanier »). La partition est orchestrée par Lili Boulanger le 30 janvier 1913.
La pièce est dédiée « à mon cher maître et ami Paul Vidal ».
L'œuvre est donnée en première audition le 19 mars 1912 chez Madame Boulanger, à Paris (36 rue Ballu), par Yvonne Brothier, Germaine Sanderson, Gabriel Paulet et Jules Tordo, sous la direction de Louis Aubert, avec Lili Boulanger au piano. Renouveau est ensuite repris en concert le 11 février 1913 à la salle du Conservatoire, au Salon des musiciens français, par le quatuor vocal Yvonne Brothier, Germaine Sanderson, M. Capitaine et Jules Tordo, avec la compositrice au piano, puis le 3 mai 1920 salle Pleyel, par le quatuor vocal Eurythmie, avec Nadia Boulanger au piano.

## Édition
La partition est publiée par Ricordi.
Le contrat d'édition a été signé par Lili Boulanger le 18 décembre 1913, la date de première publication étant le 12 avril 1919 (le copyright a été attribué en mai 1919). La partition chœur et piano (Ricordi, 1914 et 1919) porte le cotage R. 35 ; les parties de chœur (Ricordi, 1919) le cotage R. 36.
La partition est aussi publiée par Schirmer (New York) en 1981, avec une traduction anglaise de Jane May (Spring).
La version avec orchestre, dont le manuscrit est conservé à la BnF, est inédite.

## Commentaires
Renouveau est d'une durée moyenne d'exécution de cinq minutes environ.
Avec cette œuvre, et son autre chœur Pour les funérailles d'un soldat, Lili Boulanger a obtenu le 7 février 1913 le prix Lepaulle de l'Institut de France.
Pour Roman Hinke, dans la partition, « le caractère gai de chanson des parties qui forment le cadre dans lequel le printemps personnifié s'adresse directement à son public est rompu dans le ton moite, à l'érotisme latent, des strophes centrales solistes ».

## Discographie
- Lili Boulanger : Clairières dans le ciel, Les Sirènes, Renouveau, Hymne au soleil, Soir sur la plaine, Pour les funérailles d'un soldat, New London Chamber Choir, Amanda Pitt (soprano), Jeanette Ager (mezzo-soprano), Martyn Hill (ténor), Andrew Ball (piano), James Wood (dir.), Hyperion CDA66726, 1994.
- Lili Boulanger, Hymne au Soleil : Œuvres chorales - Choral works, Orpheus Vokalensemble, Antonii Baryshevskyi (piano), Michael Alber (dir.), Carus 83.489, 2018[6].